# 闪电蜑螺
闪电蜑螺（学名：Smaragdia paulucciana），是原始腹足目蜑螺科水彩蜑螺属的一种。主要分布于台湾，常栖息在海边潮间带。